# CNN Brasil
CNN Brasil – brazylijska stacja telewizyjna o charakterze informacyjnym, będąca lokalną wersją amerykańskiego kanału CNN. Została uruchomiona w 2020 roku i oferuje 24-godzinne programy informacyjne, które koncentrują się głównie na wydarzeniach w Brazylii, ale obejmują również tematy międzynarodowe. Stacja ma na celu dostarczanie rzetelnych i szybkich informacji dla brazylijskiego widza.
CNN Brasil prowadzi również portal internetowy, który działa od momentu uruchomienia stacji. Portal ten oferuje aktualności, artykuły, analizy i wywiady, będąc jednym z głównych źródeł informacji w Brazylii. Stacja i portal są niezależnym projektem, finansowanym przez brazylijskich inwestorów w sektorze mediów.. 
Portal internetowy CNN Brasil funkcjonuje od 2020 roku. 